# ناحية كفرنبل
ناحية  كفر نبل إحدى نواحي سوريا تتبع إداريّاً لمحافظة إدلب منطقة معرة النعمان ومركزها بلدة كفر نبل، بلغ تعداد سكان الناحية 67,460 نسمة حسب التعداد السكاني لعام 2004.

## بلدات وقرى ناحية مركز كفر نبل
بسقلا، دارة الكبيرة، الفقيع، فليفل، فطيرة، حاس، حزارين، جبالا، كفر موسى، كفر نبل، كفر عويد، كرسعة، كوكبة، لويبدة، معرتحرمة، معرتماتر، معر تصين، معرزيتا، الملاجة، راشا الشمالية، قوقفين، سفوهن، الشيخ مصطفى، شورلين، ترملا، أم نير، الزنكار  
1. ↑  المكتب المركزي للإحصاء: نشرة السكان - ناحية كفر نبل. تاريخ الولوج 3 نيسان/أبريل 2013 web site/General_census/census_2004/NH/TAB07-11-2004.htm نسخة محفوظة 13 مارس 2013 على موقع واي باك مشين.